# Partido Comunista de la República Socialista Soviética de Bielorrusia
El Partido Comunista de la República Socialista Soviética de Bielorrusia (en ruso: Коммунисти́ческая па́ртия Белорусской ССР, abreviado como КП БССР, en bielorruso: Камуністычная партыя Беларускай ССР) era la rama a nivel regional del Partido Comunista de la Unión Soviética en la RSS de Bielorrusia, una de las repúblicas constituyentes de la Unión Soviética. Fue creado tras la Revolución Rusa de 1917 creado como parte del PCUS, del 30 al 31 de diciembre de 1918 con 17.800 miembros. Fue parte importante en la creación de la República Socialista Soviética de Bielorrusia en enero de 1919. Desde febrero de 1919 hasta 1920 funcionó como una sola organización junto con el Partido Comunista de la RSS de Lituania, conocido como Partido Comunista (bolcheviques) de Lituania y Bielorrusia.

## Historia
El partido fue creado como Partido Comunista (Bolchevique) de Bielorrusia, el 30 de diciembre de 1918 en Smolensk, durante la VI Conferencia Regional Noroeste, como parte integral del Partido Comunista Ruso (Bolchevique). El congreso formó a la Oficina Central del Partido Comunista de Bielorrusia (Bolchevique),cuyo presidente era Aleksándr Miasnikián, y tuvo un papel fundamental en la creación de la República Socialista Soviética de Bielorrusia. 
Entre marzo de 1919 hasta noviembre de 1920, se unió con el Partido Comunista (Bolchevique) de Lituania en una sola organización, el Partido Comunista (Bolchevique) de Lituania y Bielorrusia, durante la existencia de la República Socialista Soviética Lituano-Bielorrusa. que se celebró del 4 al 6 de marzo de 1919. República Socialista de Lituania y Bielorrusia (Litbel). El Congreso eligió el Comité Central, cuyo presídium incluía a Vincas Mitskevicius-Kapsukas, Z. Angaretis , V. Bogutski, J. Doletski, S. Ivánov, M. Kalmanovich , V. Knorin , A. Miasnikián, I. Unshlikht , K. Tsikhovski , V. Yarkin y otros.
Entre febrero y mayo de 1924, el órgano de gobierno del PC (b) B era la Oficina Bielorrusa Provisional del Comité Central del PCR (b), creada en relación con el regreso a la República Socialista Soviética de Bielorrusia de los territorios bielorrusos orientales que antes eran parte de la RSFSR . En la XIII conferencia del Partido Comunista de Bielorrusia celebrada en mayo de 1924, se eligió el Comité Central del PC (b) B.
Durante la Gran Guerra Patria, el partido local se convirtió en el núcleo principal del movimiento nacional de la Resistencia antifascista. Había más de 35 mil comunistas en los destacamentos partidistas y clandestinos en el territorio ocupado, 10 comités regionales, 185 comités interdistritales y regionales del PC (b) de Bielorrusia y 1316 organizaciones primarias del partido. Muchos de los altos funcionarios de la RSS de Bielorrusia de la posguerra  tuvieron un pasado partisano (entre ellos, A.E. Kleschev, Kozlov, Mázurov, Mashérov, Poliákov, Ponomarenko, Prititski y Surgánov). Después de la liberación  en julio de 1944, el Partido Comunista de la república tomó la iniciativa en la restauración de la economía nacional de la RSS de Bielorrusia. En octubre de 1946, había 80.403 miembros en las filas del PC (b) de Bielorrusia, de los cuales más del 72% se unieron al partido durante la Gran Guerra Patria. En enero de 1970, el partido aumentó a 416.000 miembros. Al 1 de enero de 1990 ascendía a 697 mil personas.
El 25 de agosto de 1991, pocos días después del Golpe de Agosto, el Sóviet Supremo de la RSS de Bielorrusia adoptó las resoluciones de "Sobre la suspensión temporal de las actividades del Partido Comunista en el territorio de la República Socialista Soviética de Bielorrusia" y de "Los órganos de partición de la autoridad estatal y la administración de la República Socialista Soviética de Bielorrusia, empresas estatales, instituciones, organizaciones y bienes del Partido Comunista de Bielorrusia y de la Unión Comunista de la Juventud de Bielorrusia”. En respuesta, parte de los comunistas en octubre de 1991 crearon un Comité de Iniciativa para la Reanudación de las Actividades del PCB, que en diciembre del mismo año celebró un congreso de fundación de un nuevo partido llamado " Partido de los Comunistas de Bielorrusia".

## Lista de Primeros Secretarios
| #  | Imagen | Nombre                                    | Inicio                  | Final                   |
| -- | ------ | ----------------------------------------- | ----------------------- | ----------------------- |
| 1  |        | Aleksándr Miasnikián (1886-1925)          | 1918                    | 1919                    |
| 2  |        | Vincas Mickevičius-Kapsukas (1880-1935)   | 1919                    | 1919                    |
| 3  |        | Vilhelm Knorin (1890-1939)                | 9 de agosto de 1920     | 11 de mayo de 1922      |
| 4  |        | Václav Bogutski (1884-1937)               | 11 de mayo de 1922      | 12 de febrero de 1924   |
| 5  |        | Aleksándr Osatkin-Vladimirski (1885-1937) | 12 de febrero de 1924   | 13 de mayo de 1924      |
| 6  |        | Aleksándr Krinitski (1894-1937)           | 13 de mayo de 1924      | 22 de diciembre de 1925 |
| 7  |        | Mikałaj Haładzied (1894-1937)             | 22 de diciembre de 1925 | 7 de mayo de 1927       |
| 8  |        | Vilhelm Knorin (1890-1939)                | 7 de mayo de 1927       | 4 de diciembre de 1928  |
| 9  |        | Yan Gamarnik (1894-1937)                  | 4 de diciembre de 1928  | 3 de enero de 1930      |
| 10 |        | Konstantín Gey (1896-1939)                | 3 de enero de 1930      | 18 de enero de 1932     |
| 11 |        | Nikolái Guikalo (1897-1938)               | 18 de enero de 1932     | 18 de enero de 1937     |
| 12 |        | Vasili Sharangóvich (1897-1938)           | 14 de marzo de 1937     | 27 de julio de 1937     |
| 13 |        | Yákov Yákovlev (1896-1938)                | 27 de julio de 1937     | 8 de agosto de 1937     |
| 14 |        | Alekséi Vólkov (1890-1942)                | 11 de agosto de 1937    | 18 de junio de 1938     |
| 15 |        | Panteleimón Ponomarenko (1902-1984)       | 18 de junio de 1938     | 7 de marzo de 1947      |
| 16 |        | Nikolái Gusárov (1905-1985)               | 7 de marzo de 1947      | 31 de mayo de 1950      |
| 17 |        | Nikolái Patolichev (1908-1989)            | 31 de mayo de 1950      | 28 de julio de 1956     |
| 18 |        | Kiril Mázurov (1914-1989)                 | 28 de julio de 1956     | 30 de marzo de 1965     |
| 19 |        | Piotr Mashérov (1918-1980)                | 30 de marzo de 1965     | 4 de septiembre de 1980 |
| 20 |        | Tijon Kiseliov (1917-1983)                | 15 de octubre de 1980   | 11 de enero de 1983     |
| 21 |        | Nikolái Sliunkov (1929-2022)              | 13 de enero de 1983     | 6 de febrero de 1987    |
| 22 |        | Yefrem Sokolov (1926–2022)                | 6 de febrero de 1987    | 30 de noviembre de 1990 |
| 23 |        | Anatoli Maloféyev (1933–2022)             | 30 de noviembre de 1990 | Agosto de 1991          |

## Congresos y Conferencias
| Reunión          | Fecha                                     | Lugar    |
| ---------------- | ----------------------------------------- | -------- |
| I Conferencia    | 30 al 31 de diciembre de 1918             | Smolensk |
| II Conferencia   | 4 al 6 de marzo de 1919                   | Vilna    |
| III Conferencia  | 22 al 25 de noviembre de 1920             | Minsk    |
| IV Conferencia   | 25 de febrero al 2 de marzo de 1921       | Minsk    |
| V Conferencia    | 15 de octubre al 20 de octubre de 1921    | Minsk    |
| VI Conferencia   | 15 al 19 de marzo de 1922                 | Minsk    |
| VII Conferencia  | 20 al 26 de marzo de 1923                 | Minsk    |
| VIII Conferencia | 12 al 14 de mayo de 1924                  | Minsk    |
| IX Congreso      | 8 al 12 de diciembre de 1925              | Minsk    |
| X Congreso       | 3 al 10 de enero de 1927                  | Minsk    |
| XI Congreso      | 22 al 29 de noviembre de 1927             | Minsk    |
| XII Congreso     | 5 al 16 de febrero de 1929                | Minsk    |
| XIII Congreso    | 30 de mayo al 12 de junio de 1930         | Minsk    |
| XIV Congreso     | 23 al 28 de enero de 1932                 | Minsk    |
| XV Congreso      | 16 al 22 de enero de 1934                 | Minsk    |
| XVI Congreso     | 10 al 19 de junio de 1937                 | Minsk    |
| XVII Congreso    | 10 al 18 de junio de 1938                 | Minsk    |
| XVIII Congreso   | 15 al 20 de mayo de 1940                  | Minsk    |
| XIX Congreso     | 15 al 18 de febrero de 1949               | Minsk    |
| XX Congreso      | 20 al 23 de septiembre de 1952            | Minsk    |
| XXI Congreso     | 10 al 13 de febrero de 1954               | Minsk    |
| XXII Congreso    | 24 al 27 de enero de 1956                 | Minsk    |
| XXIII Congreso   | 14 al 15 de enero de 1959                 | Minsk    |
| XXIV Congreso    | 17 al 19 de febrero de 1960               | Minsk    |
| XXV Congreso     | 26 al 28 de septiembre de 1961            | Minsk    |
| XXVI Congreso    | 3 al 4 de marzo de 1966                   | Minsk    |
| XXVII Congreso   | 22 al 24 de febrero de 1971               | Minsk    |
| XXVIII Congreso  | 4 al 6 de febrero de 1976                 | Minsk    |
| XXIX Congreso    | 27 al 29 de enero de 1981                 | Minsk    |
| XXX Congreso     | 30 al 31 de enero de 1986                 | Minsk    |
| XXXI Congreso    | 28 de noviembre al 1 de diciembre de 1990 | Minsk    |